# Steven Alzate
Steven Alzate, né le 8 septembre 1998 à Camden au Royaume-Uni, est un footballeur international colombien jouant au poste de milieu de terrain à Atlanta United.

## Biographie

### Leyton Orient
Né en Angleterre de parents colombiens, Steven Alzate commence sa carrière à Leyton Orient. Le club évolue alors en League Two, la quatrième division anglaise, lorsqu'il fait ses débuts en équipe première dans cette compétition le 28 février 2017 contre le Stevenage FC. Il entre en jeu et ne peut empêcher les rouges de s'incliner par quatre buts à un,.
Il inscrit son premier but le 4 mars 2017, contre Newport County, en championnat. Titulaire, il ouvre le score et participe à la victoire des siens (0-4 score final). 

### Brighton & Hove
En juillet de la même année, Alzate s'engage en faveur de Brighton & Hove Albion. Lors de sa première saison, il est uniquement utilisé avec en réserve.

### Prêt à Swindon Town
L'été suivant, Alzate est prêté pour la saison 2018-2019 à Swindon Town, en League Two.
Alzate marque son premier but pour le club le 22 septembre 2018, lors d'une rencontre de championnat face à Yeovil Town. Titulaire, il ouvre le score et participe à la victoire de son équipe par trois buts à zéro.

### Retour à Brighton
Revenu chez les Seagulls, Steven Alzate est intégré à l'équipe première du club. 
Il dispute son premier match pour Brighton en coupe de la Ligue face à Bristol Rovers, le 27 août 2019. Positionné arrière droit dans une défense à cinq, il participe à la qualification des bleus et blancs en délivrant une passe décisive pour Glenn Murray sur le second goal des siens (1-2). Il fait ses débuts en Premier League contre Newcastle United moins d'un mois plus tard, comme titulaire à l'arrière gauche : les deux formations se neutralisent (0-0),. 
Alzate ouvre son compteur buts en championnat le 3 février 2021, face au Liverpool FC, permettant aux résidents du Falmer Stadium de l'emporter 0-1. Les côtiers n'avaient plus gagné à Anfield depuis 1982.

### Prêt au Standard de Liège
En septembre 2022, il est prêté juste avant la clôture du mercato belge pour une saison au Standard de Liège, sans option d'achat. Il cherche tout d'abord ses marques puis devient après le départ de Nicolas Raskin une pièce indispensable sur l'échiquier rouge et blanc, inscrivant trois buts et offrant cinq passes décisives.

### En équipe nationale
Alzate est retenu pour la première fois chez les Cafeteros par le sélectionneur Carlos Queiroz. Il débute alors en sélection avec la Colombie le 16 novembre 2019 contre le Pérou, remplaçant Juan Cuadrado après 74 minutes. La Tri remporte cet amical un but à zéro.